# Daria Kasatkina
Daria Sergeyevna Kasatkina (nascida em 7 de maio de 1997) é uma tenista profissional russa que representa a Austrália. Ela é atualmente a jogadora número 1 da Austrália em simples. Ela alcançou o "Top Ten" no ranking WTA no final da temporada de 2018 e alcançou a 8ª posição mundial em 24 de outubro de 2022. Kasatkina ganhou seis títulos do WTA Tour em simples, bem como um título em duplas.
Filha de pais atletas ranqueados nacionalmente em atletismo e hóquei no gelo, Kasatkina começou a jogar tênis aos seis anos por insistência de seu irmão mais velho. Ela se destacou como júnior, vencendo o campeonato europeu de 16 anos e um título de Grand Slam júnior no Aberto da França de 2014. Kasatkina subiu rapidamente no ranking profissional, alcançando a 32ª posição no mundo ainda com 18 anos e ganhando seu primeiro título WTA em 2017 quando adolescente no Charleston Open. Ela ganhou destaque em 2018 ao terminar como vice-campeã para a também promissora jogadora Naomi Osaka no Premier Mandatory Indian Wells Open em uma partida considerada como representando uma nova onda do tênis feminino. Kasatkina também conquistou os maiores títulos de sua carreira na Kremlin Cup e no St. Petersburg Trophy em casa, na Rússia. Após três temporadas de sucesso no WTA Tour, Kasatkina teve um revés em 2019, caindo na metade inferior do top 100. No entanto, ela teve um ressurgimento em 2021, conquistando dois títulos para retornar ao top 30 e dois títulos em 2022, permitindo-lhe voltar ao top 10. Em 29 de março de 2025, Kasatkina anunciou em suas redes sociais que havia se naturalizado australiana e passaria a defender as cores do país.

## Início da vida e antecedentes
Daria nasceu em Togliatti, oblast de Samara, filha de Tatyana Borisovna (nascida Timkovskaya) e Sergey Igorevich Kasatkin. Togliatti é uma cidade industrial localizada a cerca de 1.000 quilômetros (620 milhas) a sudeste de Moscou. Seu pai trabalha como engenheiro na AvtoVAZ e sua mãe era advogada. Seus pais eram atletas ranqueados nacionalmente na Rússia (oficialmente conhecidos como "Candidatos a Mestre em Esportes"); sua mãe no atletismo e seu pai no hóquei no gelo. Kasatkina também tem um irmão mais velho chamado Alexandr. Seu irmão jogava tênis ocasionalmente e convenceu seus pais a fazê-la também começar a praticar o esporte quando ela tinha seis anos. Ela inicialmente jogou duas a três vezes por semana durante dois anos. Com o tempo ela começou a competir em torneios de alto nível.

## Carreira júnior
Como júnior, Kasatkina foi classificada como No. 3 do mundo. Ela começou a competir no ITF Junior Circuit pouco depois de completar 14 anos e ganhou seu primeiro título em apenas seu segundo evento na carreira, a Copa Samara de grau 4 menor. No início de 2012, ainda com 14 anos, Kasatkina venceu dois torneios de grau 2 maior na Moldávia e na França, o primeiro dos quais foi o primeiro evento de grau 2 em que ela participou. No final do ano, ela ajudou a Rússia a chegar à final da Junior Fed Cup ao lado de Elizaveta Kulichkova e Alina Silich, onde terminou como vice-campeã dos Estados Unidos.
Kasatkina começou a se destacar nos torneios juniores de nível mais alto em 2013. Ela alcançou sua primeira final de Grau 1 em duplas em janeiro, e a seguir, sua primeira final de Grau 1 em simples em abril. Depois de não conseguir vencer uma partida em seus dois únicos eventos de Grau A no ano anterior, Kasatkina terminou como vice-campeã para Belinda Bencic no Trofeo Bonfiglio em maio. Ela então venceu suas primeiras partidas juniores do Grand Slam no mês seguinte, alcançando as quartas de final no Aberto da França. Após este evento, ela não jogou outro torneio até o final de agosto, quando ganhou seu primeiro título de Grau 1 no International Hard Court Championship nos Estados Unidos. O último evento do ano de Kasatkina foi a Junior Fed Cup, onde disputou a primeira partida de simples. Com Veronika Kudermetova e Aleksandra Pospelova [en], a seleção russa, cabeça de chave, venceu o torneio, derrotando a Austrália na final.
Kasatkina teve seu melhor ano no tour júnior em 2014, apesar de competir em apenas cinco torneios. Ela alcançou as finais de simples e duplas no Trofeo Mauro Sabatini de Grau 1, e ganhou o título de simples. No último torneio ITF de sua carreira, Kasatkina conquistou seu primeiro e único título de Grand Slam júnior no evento individual feminino no Aberto da França. Como cabeça-de-chave nº 8, ela derrotou a cabeça-de-chave Ivana Jorovic [en] na final, voltando de uma derrota. Ela foi a primeira garota russa a vencer o evento desde Nadia Petrova em 1998 e ajudou a Rússia a vencer os dois eventos de simples juniores, com o também campeão europeu de 16 anos Andrey Rublev ganhando o título de simples masculino. Em agosto, Kasatkina também participou dos Jogos Olímpicos da Juventude em Nanjing. Ela conquistou a medalha de prata em duplas ao lado da compatriota Anastasiya Komardina [en]. Eles terminaram em segundo lugar para a ucraniana Anhelina Kalinina e a bielorrussa Iryna Shymanovich [en].

## Carreira profissional

### 2013–15: título de duplas WTA
Kasatkina começou sua carreira profissional como participante "wildcard" na qualificatória para a Kremlin Cup de 2013, onde perdeu sua única partida. Ela fez sua estreia profissional no circuito da ITF em novembro e, em seguida, ganhou seu primeiro título de carreira em um evento de US$ 10.000 (considerado de "menor nível") em Xarm el-Xeikh, Egito, alguns meses depois. Ela também ganhou um título de US$ 25.000 em Telavi, Geórgia, em setembro seguinte. Kasatkina recebeu novamente um "wildcard" na Kremlin Cup de 2014, desta vez para a chave principal. Ela perdeu sua estreia no WTA Tour para Alison Riske.
Kasatkina começou 2015 classificada como No. 354, mas subiu regularmente para No. 161 no final de junho com a conquista de quatro títulos de US$ 25.000. Ela obteve então sua primeira vitória no WTA Tour em julho, contra Aleksandra Krunic no Gastein Ladies, a caminho das quartas de final. Com a melhora de sua classificação, Kasatkina conseguiu entrar na qualificatória para um evento do Grand Slam pela primeira vez no US Open. Embora tenha perdido na última rodada, ela chegou à chave principal como uma "lucky loser" e chegou à terceira rodada, derrotando a compatriota e número 38 do mundo, Daria Gavrilova, bem como a número 79, Ana Konjuh. Antes do final do ano, Kasatkina conquistou seus maiores títulos até aquele momento, tanto em simples quanto em duplas. Em setembro, ela ganhou um evento individual de US$ 50.000, o L'Open de Saint-Malo. Em outubro, ela venceu o evento de duplas na Kremlin Cup com Elena Vesnina por seu primeiro título WTA. Ela também chegou às semifinais em simples vinda da qualificatória, seu melhor resultado em simples no WTA Tour na época. Durante o evento, ela derrotou a número 14 do mundo, [[Carla Suárez Navarro, nas quartas de final, a maior vitória de sua carreira até então. Ela terminou o ano em 72º lugar.

### 2016: Primeira vitória sobre os top 10, top 25
Durante a temporada de 2016, Kasatkina continuou a subir no ranking WTA, alcançando a 32ª posição no mundo ainda com 18 anos e chegando à 24ª posição no final do ano. Ela começou o ano no Auckland Open, onde registrou sua primeira vitória entre os dez primeiros da carreira contra a número 7 do mundo, Venus Williams. Kasatkina então fez sua estreia no Australian Open e chegou à terceira rodada. Ela derrotou a nº 27, Anna Karolína Schmiedlová, na primeira rodada antes de perder para a nº 1 do mundo, Serena Williams. Em seu próximo torneio, ela voltou à Rússia para o St. Petersburg Trophy e chegou às semifinais, perdendo para Belinda Bencic. No Indian Wells Open, Kasatkina chegou às quartas de final em seu primeiro evento Premier Mandatory. Ela também obteve um bom resultado em duplas, chegando às semifinais do Qatar Open com Elena Vesnina. A dupla russa ficou marcada quando derrotou Martina Hingis e Sania Mirza para encerrar sua sequência de 41 vitórias consecutivas, a mais longa sequência no WTA Tour desde 1990.
No meio da temporada, Kasatkina chegou novamente à terceira rodada em mais dois eventos do Grand Slam, o Aberto da França e Wimbledon. Em ambos os torneios, ela perdeu partidas apertadas que terminaram em 10–8 no terceiro set, a primeira contra Kiki Bertens e a última contra a nº 8, Venus Williams. Ela teve duas chances de sacar para a partida contra Bertens. Kasatkina continuou seu sucesso em grandes torneios no Premier 5 Canadian Open, onde chegou às quartas de final. Ela derrotou a número 8 do mundo, Roberta Vinci, na terceira rodada para sua segunda vitória entre os dez primeiros da carreira. Seu próximo torneio foi nas Olimpíadas do Rio. Ela se classificou para a chave de simples devido à sua posição no ranking e também entrou no torneio de duplas com Svetlana Kuznetsova, depois que Margarita Gasparyan desistiu devido a uma lesão. Kasatkina chegou às quartas de final em ambos os eventos, ficando um pouco abaixo das rodadas de medalhas. Ela perdeu para a americana Madison Keys em simples e para o time tcheco de  Andrea Hlavácková e Lucie Hradecká em duplas. No US Open, sua sequência de quatro aparições consecutivas na terceira rodada em majors foi encerrada na primeira rodada por Wang Qiang.
O último grande resultado de simples de Kasatkina na temporada veio no Premier 5 Wuhan Open, onde ela chegou à terceira rodada. Ela precisava se classificar para a chave principal depois de se esquecer de se inscrever no torneio. Pelo segundo ano consecutivo, Kasatkina chegou à final de duplas da Kremlin Cup, desta vez com Daria Gavrilova. A dupla foi vice-campeã atrás de Hlavácková e Hradecká. Kasatkina terminou a temporada em 27º lugar no ranking mundial.

### 2017: Primeiro título de simples WTA
Kasatkina manteve uma classificação estável ao longo de 2017, não caindo abaixo do 42º lugar no mundo e novamente alcançando a posição número 24, a melhor da temporada como em 2016. Mesmo assim, ela teve um início de temporada lento, sem vencer uma única partida no Australian Open ou nos dois eventos "Premier Mandatory" nos Estados Unidos, os três maiores torneios até março. Seus melhores resultados foram duas quartas de final em dois torneios Premier de nível médio, o Sydney International e o Qatar Open. Em Sydney, ela também derrotou Angelique Kerber em sua primeira vitória na carreira sobre a então jogadora número 1 do mundo.
Depois de ter dificuldades em quadras duras, Kasatkina teve uma temporada melhor em quadras de saibro com a força de seu primeiro e último torneio na superfície. No Charleston Open, ela ganhou seu primeiro título de simples WTA na carreira pouco antes de completar 20 anos. Ela derrotou a adolescente Jelena Ostapenko na final em dois sets. Kasatkina encerrou a temporada em quadra de saibro com outra participação na terceira rodada do Aberto da França, onde perdeu para a eventual finalista e número 4 do mundo, Simona Halep. Seu único torneio em quadra de grama foi Wimbledon, onde ela chegou à segunda fase.
No final do ano, Kasatkina começou a ter mais sucesso em quadras duras. No US Open, ela chegou à quarta rodada de um Grand Slam pela primeira vez. Embora tenha conseguido derrotar Ostapenko, que havia vencido o Aberto da França, ela foi derrotada pela veterana Kaia Kanepi. No entanto, ela aproveitou esse resultado na Ásia, primeiro alcançando outra final de duplas WTA com Gavrilova no Pan Pacific Open. Em simples no Wuhan Open, ela derrotou a número 2 do mundo, Simona Halep. Ela também fez sua segunda quartas de final da carreira em um torneio "Premier Mandatory" no China Open, desta vez perdendo para Halep. Kasatkina fechou o ano com seu segundo melhor resultado de simples da temporada, um vice-campeonato no torneio Premier de sua cidade natal, a Kremlin Cup. Ela derrotou a quinta cabeça-de-chave e número 18 do mundo, Anastasia Pavlyuchenkova, na primeira rodada, mas foi derrotada pela sétima cabeça-de-chave Julia Görges na final.

### 2018: título da Kremlin Cup, número 1 da Rússia, top 10
Kasatkina continuou seu sucesso no final da temporada do ano anterior em 2018. Depois de vencer apenas uma partida entre três torneios na Austrália, ela chegou às semifinais no Troféu de São Petersburgo e depois à final no Dubai Tennis Championships, dois torneios "Premier". Em São Petersburgo, ela se destacou por derrotar de forma convincente a número 1 do mundo, Caroline Wozniacki. Em Dubai, ela salvou três match points a caminho de derrotar outra jogadora do top 5 a número 3 do mundo, Garbiñe Muguruza, antes de perder para a atual campeã e número 4 do mundo, Elina Svitolina. A fama de Kasatkina veio em Indian Wells, onde ela alcançou sua segunda final da temporada. Ela derrotou quatro das 15 melhores jogadoras naquele evento, incluindo Wozniacki novamente e também a nº 8, Venus Williams, em uma partida apertada de três sets. Ela foi vice-campeã para Naomi Osaka, de 20 anos. Com este resultado, ela subiu para a 11ª posição no ranking WTA e também se tornou a número 1 da Rússia, encerrando a longa trajetória de Kuznetsova como a melhor jogadora individual feminina da Rússia.
Kasatkina também teve fortes resultados em quadras de saibro e grama. Ela chegou às quartas de final no Charleston Open e à terceira rodada de um Premier 5, o Italian Open. Ela também teve outro grande resultado em um torneio Premier Mandatory, chegando às quartas de final no Madrid Open. Durante o evento, ela derrotou a favorita local e número 3 do mundo, Garbiñe Muguruza. Seu melhor torneio no saibro foi o Aberto da França, onde alcançou sua primeira quarta de final em um Grand Slam. Ela derrotou a número 2, Wozniacki, pela terceira vez em 2018 em uma partida que foi suspensa no meio devido à escuridão, antes de perder para a eventual vice-campeã Sloane Stephens. Seguiu-se outra quarta de final de Grand Slam em Wimbledon, perdendo para a eventual campeã e número 11 do mundo, Angelique Kerber.

"Era um sonho meu desde a infância, ganhar a Kremlin Cup na frente da minha torcida. Estou tão feliz, ainda não consigo acreditar... Havia torcedores da Rússia, da Tunísia, de todos os lugares – a atmosfera parecia mais a Fed Cup, mas foi ótimo. Foi incrível porque é disso que se trata o esporte, a paixão."

—Kasatkina on her Kremlin Cup title.
Kasatkina não conseguiu continuar seu sucesso em torneios de Grand Slam no US Open, perdendo na segunda rodada. Em outubro, ela voltou à Rússia e conquistou a Kremlin Cup, seu único título da temporada. Ela derrotou Ons Jabeur da Tunísia vinda da qualificatória na final. Com o título, ela também fez sua estreia no top 10. Kasatkina foi inicialmente nomeada segunda reserva para o WTA Finals. Com apenas uma desistência, ela participou do WTA Elite Trophy, onde foi agrupada com Madison Keys e Wang Qiang. Ela começou o round robin com uma vitória sobre Wang, mas perdeu para Keys em uma partida em que teve que jogar com um curto período de descanso enquanto Keys jogava sua primeira partida. Como resultado, ela terminou em último lugar no grupo pelos critérios de desempate. Kasatkina terminou o ano em 10º lugar no ranking mundial.

### 2019: Queda no ranking para a 70ª posição
Kasatkina não conseguiu repetir o sucesso de nenhuma de suas temporadas completas no WTA Tour durante 2019. Depois de começar o ano entre os dez primeiros, sua classificação caiu ao longo da temporada para a 70ª posição perto do final do ano. Embora ela tenha vencido pelo menos 60% de suas partidas em cada um dos três anos anteriores, ela terminou 2019 com um recorde de derrotas de 12–21. Ela se separou de seu técnico de longa data, Philippe Dehaes, em fevereiro, substituindo-o por Carlos Martinez em abril.
Os resultados de Kasatkina não melhoraram com Martinez como seu treinador. Ela não chegou às semifinais em nenhum evento. Kasatkina venceu várias partidas em dois torneios durante o ano, o Premier 5 Italian Open em maio e o Premier Mandatory China Open em outubro, onde venceu três partidas e chegou às quartas de final. No China Open, ela derrotou a nº 14, Aryna Sabalenka e a nº 38, Ekaterina Alexandrova, antes de perder para a nº 19, Caroline Wozniacki. As derrotas de Kasatkina foram geralmente contra boas adversárias, com apenas sete de suas 21 derrotas contra jogadores classificados fora das 50 primeiras. A adversária mais bem classificada que ela derrotou durante o ano foi a nº 13, Angelique Kerber, na primeira rodada do Canadá Open. Kasatkina permaneceu no top 50 até o final da temporada, quando perdeu os pontos que estava defendendo no WTA Elite Trophy do ano anterior.

### 2020: resultados mistos
Em 2020, Kasatkina participou pela primeira vez em Auckland, onde derrotou Carla Suárez Navarro antes de cair para Amanda Anisimova na segunda rodada. Em Adelaide, ela passou pela qualificatória, antes de ser derrotada por Belinda Bencic na primeira rodada da chave principal. No Australian Open, ela perdeu para o Madison Keys na primeira rodada. Em São Petersburgo, ela perdeu na primeira rodada para Ekaterina Alexandrova, e, em Dubai, precisou entrar na qualificatória. Ela derrotou Natalia Vikhlyantseva [en] na primeira rodada, mas perdeu para Kristina Mladenovic na segunda rodada. Em Doha, ela entrou na chave principal pela qualificatória, derrotando Vikhlyantseva e Aliaksandra Sasnovich, mas perdeu na primeira rodada do sorteio principal para Garbiñe Muguruza. Ela alcançou sua primeira semifinal desde 2018 em Lyon, onde, como sétima cabeça-de-chave, derrotou Pauline Parmentier, Irina Bara [en] e Camila Giorgi, antes de ser derrotada em três sets por Anna-Lena Friedsam. Em virtude de seu resultado neste torneio, a classificação de Kasatkina subiu para a 66ª posição, antes da suspensão do WTA Tour devido à pandemia de COVID-19.
O primeiro torneio de Kasatkina após a suspensão foi em Palermo, onde perdeu na primeira rodada para Jasmine Paolini, em partida que durou 3 horas e 9 minutos; esta partida foi a quarta mais longa no WTA Tour em todo o ano de 2020. Ela então se classificou para o Cincinnati Open, derrotando Kateryna Bondarenko e Christina McHale, antes de perder na primeira rodada para Anett Kontaveit. No US Open, ela perdeu na primeira rodada para Marta Kostyuk, vencendo apenas três jogos. Em seguida, ela se classificou para o Aberto da Itália, derrotando Arina Rodionova e Gabriela Dabrowski, e chegou à terceira rodada após derrotar Vera Zvonareva e Katerina Siniaková. Ela desistiu da competição, no entanto, porque se machucou durante o "tiebreak" do primeiro set contra Victoria Azarenka. Ela se recuperou a tempo para o Aberto da França, onde derrotou Harmony Tan [en] na primeira rodada, antes de cair para Aryna Sabalenka. Seu último evento do ano foi no torneio inaugural em Ostrava, onde derrotou Bethanie Mattek-Sands e Marie Bouzková para se classificar. Ela derrotou Elena Rybakina na primeira rodada, antes de perder para Jennifer Brady, apesar de liderar por 5–2 no primeiro set, eventualmente perdendo aquele set por 7–5. Ela terminou o ano em 72º lugar, sua classificação de final de ano mais baixa desde 2015.

### 2021: Dois títulos de simples
Kasatkina começou sua temporada de 2021 no Abu Dhabi Open, onde derrotou Wang Qiang em três sets na primeira rodada. Ela enfrentaria a 12ª cabeça-de-chave Karolína Muchová, mas a tcheca desistiu, passando Kasatkina diretamente para a terceira rodada. Lá ela perdeu para a sexta cabeça-de-chave Elena Rybakina, em dois sets.
Ela então disputou o Gippsland Trophy e chegou à terceira rodada com vitórias consecutivas sobre Mihaela Buzărnescu, perdendo apenas dois games, e Polona Hercog. No entanto, ela perdeu para a veterana estoniana e eventual finalista Kaia Kanepi em dois sets. No Aberto da Austrália, ela derrotou a britânica Katie Boulter em dois sets antes de perder em dois sets apertados para Aryna Sabalenka, apesar de ganhar mais pontos no primeiro set. Kasatkina se recuperou dessa derrota enfaticamente no Phillip Island Trophy, realizado durante a segunda semana do Australian Open. Ela derrotou Katie Boulter pela segunda vez em cinco dias e Varvara Gracheva, em dois sets, para registrar vitórias consecutivas pela terceira vez em quatro eventos naquela temporada. A russa então veio de uma derrota para derrotar Anastasia Pavlyuchenkova antes de vencer Petra Martić para fazer sua primeira semifinal WTA desde Lyon em 2020. Ela então derrotou Danielle Collins e Marie Bouzková em três sets para reivindicar seu terceiro título e primeiro desde Moscou 2018. A vitória levou Kasatkina ao 57º lugar no mundo.
No entanto, ela perdeu sua partida de abertura em Dubai para Alizé Cornet. Ela se recuperou no St. Petersburg Ladies' Trophy, interrompendo a sequência de vitórias da estrela em ascensão Clara Tauson na primeira rodada. Kasatkina então lutou muito por uma vitória de três sets sobre Aliaksandra Sasnovich, que sacou para a partida. As vitórias consecutivas de retorno vieram sobre as compatriotas Veronika Kudermetova e Svetlana Kuznetsova. Ela então derrotou a "wildcard" Margarita Gasparyan na final, depois que Gasparyan foi forçada a se retirar no início do segundo set. Este foi o segundo título de Kasatkina em casa e também a tornou a primeira bicampeã da temporada de 2021, voltando ao top 50 pela primeira vez desde outubro de 2019.
Apesar do saibro ser sua superfície favorita, Kasatkina não conseguiu chegar às quartas de final durante a temporada de saibro. Ela foi derrotada por Marta Kostyuk na segunda rodada da İstanbul Cup antes de perder para Aryna Sabalenka na segunda rodada do Mutua Madrid Open. No Aberto da França, Kasatkina derrotou a 10ª cabeça-de-chave Belinda Bencic em dois sets para chegar à terceira rodada pela primeira vez desde 2018. Ela foi derrotada por Sorana Cîrstea em dois sets.
Como cabeça de chave 4, Kasatkina chegou à final no Birmingham Classic. Esta foi sua oitava final na carreira, a primeira na grama e a terceira em 2021. Sua corrida para o torneio começou com uma recuperação de 4–6, 0–3 contra Polona Hercog na primeira rodada, antes de vingar sua derrota contra Kostyuk, derrotando Tereza Martincová e Coco Vandeweghe para chegar à final. No entanto, ela perdeu para Ons Jabeur em dois sets. Ela perdeu nas quartas de final do Eastbourne International para Jeļena Ostapenko depois de garantir sua primeira vitória entre as "top ten" em dois anos sobre Iga Świątek, perdendo apenas um game depois de perder o primeiro set. A temporada de Kasatkina em quadra de grama terminou com uma participação na segunda rodada em Wimbledon, perdendo para Ostapenko por 6–8 no set final.
Kasatkina alcançou sua quarta final do ano no Silicon Valley Classic, vencendo a ex-jogadora do top ten Caroline Garcia, em três sets antes de conseguir evitar a derrota contra Magda Linette nas quartas de final. Ela então venceu a cabeça-de-chave Elise Mertens sem ser quebrada, mas perdeu para a favorita local, Danielle Collins, na final. Após derrotas iniciais no National Bank Open e Western & Southern Open para Jabeur e a número 10 do mundo, Barbora Krejčíková, respectivamente, Kasatkina alcançou a terceira rodada do US Open com vitórias sobre a defensora das quartas de final Tsvetana Pironkova e a medalhista de prata olímpica Markéta Vondroušová, mas perdeu para a quinta cabeça-de-chave Elina Svitolina, em dois sets diretos.
Sua temporada terminou com uma derrota na terceira rodada no Indian Wells Open para Angelique Kerber, em três sets e uma surpreendente eliminação na primeira rodada para Anhelina Kalinina na primeira rodada da Kremlin Cup.

### 2022: Primeira semifinal importante, nº 1 da Rússia, nº 8 do mundo
Kasatkina começou o ano em 26º lugar. Ela jogou pela primeira vez o Melbourne Summer Set 2, um evento WTA 250, como a terceira cabeça de chave; nesse torneio, ela chegou às semifinais ao derrotar Anna Kalinskaya, Madison Keys e Nuria Párrizas Díaz [en] antes de perder para a eventual campeã Amanda Anisimova. Na semana seguinte, ela alcançou a segunda semifinal consecutiva, desta vez no Sydney International, um evento WTA 500. Ela derrotou a oitava cabeça-de-chave Sofia Kenin, Elise Mertens e a segunda cabeça-de-chave Garbiñe Muguruza, antes de perder para a quinta cabeça-de-chave e eventual campeã Paula Badosa. Em seguida, Kasatkina alcançou a terceira rodada do Australian Open como a 25ª cabeça-de-chave, derrotando nas classificatórias Stefanie Vögele e Magda Linette antes de cair para a sétima cabeça-de-chave Iga Świątek.
Kasatkina teve um desempenho ruim nos torneios seguintes em quadra dura, sendo derrotada por Iga Swiatek em Dubai e Doha na primeira e terceira rodadas, respectivamente. Ela perdeu para Angelique Kerber na 3ª rodada de Indian Wells e para Aliaksandra Sasnovich na 2ª rodada em Miami, ficando em espera na primeira rodada.
No Aberto da Itália, ela alcançou sua primeira semifinal WTA 1000 da temporada e a segunda de sua carreira, onde foi derrotada por Ons Jabeur após ter um match point. Como resultado, ela voltou ao top 20 do ranking, tornando-se mais uma vez a jogadora russa nº 1 em 16 de maio de 2022.
Kasatkina entrou no Aberto da França como 20ª cabeça-de-chave. Ela derrotou a "lucky loser" Rebecca Šramková [en], e as vindas da qualificatória: Fernanda Contreras Gómez [en] e Shelby Rogers e também a 28ª cabeça-de-chave Camila Giorgi para chegar às quartas de final, igualando seu melhor resultado no torneio de 2018. Ela então deu um passo adiante, derrotando a compatriota e 29ª cabeça-de-chave Veronika Kudermetova para chegar sua primeira semifinal de Grand Slam. Ela então perdeu em dois sets para a número 1 do mundo, Iga Świątek, pela quarta vez naquele ano. Essas conquistas garantiram a ela um ranking entre as 15 primeiras pela primeira vez desde o início de 2019.
Kasatkina jogou dois torneios na grama, Berlin e Bad Homburg; ela foi derrotada nas quartas de final por Maria Sakkari e Bianca Andreescu, respectivamente. Ela não competiu no Torneio de Wimbledon de 2022 devido à decisão do All England Club de banir jogadores russos e bielorrussos, em resposta à invasão russa da Ucrânia.
No Silicon Valley Classic, ela chegou às semifinais novamente derrotando a campeã de Wimbledon Elena Rybakina, Taylor Townsend vinda da qualificatória e a sexta colocada do mundo e quarta cabeça-de-chave Aryna Sabalenka, em três sets. Ela derrotou cada oponente no último set da partida. Ela chegou às finais consecutivas depois de derrotar a número 4 do mundo e segunda cabeça-de-chave, Paula Badosa. Ela derrotou Shelby Rogers na final, retornando ao top 10 no ranking em um novo recorde na carreira, no 9º lugar do mundo, em 8 de agosto de 2022. Ela empatou em terceiro lugar em vitórias na temporada com 32, atrás apenas da nº 1 Iga Swiatek e a finalista de Wimbledon, Ons Jabeur.
Depois de ser eliminada por Bianca Andreescu e Amanda Anisimova nas primeiras rodadas de Toronto e Cincinnati, respectivamente, Daria Kasatkina conquistou seu sexto título WTA em Granby. Ela derrotou Greet Minnen [en], Magdalena Fręch, Nuria Párrizas Díaz [en],  Diane Parry e Daria Saville, perdendo apenas um set para conquistar o título. No entanto, ela perdeu para Harriet Dart na primeira rodada do US Open.
Como cabeça-de-chave Nº 5 no Ostrava Open, Kasatkina derrotou Emma Raducanu na primeira rodada antes de perder para Ekaterina Alexandrova em dois sets. Como cabeça-de-chave Nº 8 no San Diego Open, ela venceu Leylah Fernandez antes de perder para Madison Keys na segunda rodada. Ao ficar de "bye" na primeira rodada em Guadalajara, ela foi derrotada na terceira rodada por Anna Kalinskaya em três sets. Este resultado a tornou elegível para fazer sua estreia no WTA Finals de 2022. Ela também alcançou um novo "melhor ranking da carreira", nº 8 do mundo, em 24 de outubro de 2022.
No WTA Finals, Kasatkina perdeu para Świątek novamente em sua primeira partida. Ela conquistou sua primeira vitória em Finals contra Coco Gauff em dois sets, mas não conseguiu avançar além da fase de round robin, pois foi derrotada por Caroline Garcia em uma partida de três sets.

### 2023: Duas finais WTA 500
Kasatkina começou a temporada no Adelaide International 1. Como cabeça-de-chave Nº 3, ela perdeu na primeira rodada para a tcheca Linda Nosková vinda da qualificatória em três sets. Depois de ficar de "bye" na primeira rodada no Adelaide International 2, ela derrotou Barbora Krejcíková e Petra Kvitová em dois sets, antes de obter uma vitória fácil (por desistência) sobre Paula Badosa para a final. Na final, ela foi derrotada por Belinda Bencic em dois sets. Como cabeça-de-chave Nº 8 no Australian Open, Kasatkina sofreu uma derrota inesperada na primeira rodada para Varvara Gracheva em dois sets. Em seguida, chegou às quartas de final em Abu Dhabi, às oitavas de final no Qtar e perdeu na primeira rodada em Dubai. A temporada em quadras duras do início do ano, continuou sem grandes resultados em Indian Wells onde perdeu na segunda rodada e em Miami onde perdeu na primeira.
Kasatkina iniciou a temporada no saibro em Charleston, onde venceu três americanas em sequência (Madison Brengle, Bernarda Pera e Madison Keys) chegando à semifinal onde perdeu para Ons Jabeur. Já na Europa, perdeu na primeira rodada em Stuttgart e em Madri chegou até às oitavas de final, perdendo em três sets para Veronika Kudermetova. Em Roma chegou também às oitavas de final, perdendo para Jelena Ostapenko em outro jogo de três sets. No Aberto da França, Kasatkina, mais uma vez, chegou às oitavas de final, perdendo para Elina Svitolina em dois sets.
A preparação para a temporada de grama teve início em Berlim, onde Kasatkina perdeu na primeira rodada para sua compatriota Elina Avanesyan, que chegou à chave principal como "lucky loser", num jogo de três sets. Na sequência, ela chegou a Eastbourne, onde o desempenho foi muito melhor: na primeira rodada, venceu Anhelina Kalinina em sets diretos, na segunda, venceu Karolína Plíšková num jogo de três sets. Na quarta de final, sua adversária, Caroline Garcia desistiu por contusão quando Kasatkina vencia por 6–2, 2–1, e com isso, concretizou sua primeira vitória entre as top 10 no ano. Na semifinal, ela venceu Camila Giorgi em sets diretos. Na final contra Madison Keys ela foi derrotada, apesar de um segundo set muito equilibrado decidido em um longo "tiebreak". Em Wimbledon, ela venceu  Caroline Dolehide na primeira rodada, e Jodie Burrage na segunda, ambas em sets diretos. Em seguida, perdeu na terceira rodada para Victoria Azarenka também em sets diretos.
Depois de Wimbledon ela participou do Palermo Ladies Open, um WTA 250 em quadra de saibro onde chegou às quartas de final mas perdeu para Jasmine Paolini em jogo de três sets.
De volta às quadras duras na América do norte, Kasatkina não passou da segunda rodada Washington. Já em Montreal, ela chegou às quartas de final e perdeu uma partida dura contra Elena Rybakina decidida em três sets e três horas e meia de jogo que acabou às 3 da manhã devido aos vários adiamentos e atrasos dos jogos anteriores. Em Cincinnati, ela chegou às oitavas de final onde perdeu para a segunda cabeça de chave Aryna Sabalenka em sets diretos. No US Open, tudo se repetiu, Kasatkina chegou até as oitavas de final, onde novamente perdeu para a segunda cabeça de chave Aryna Sabalenka em sets diretos.
Kasatkina iniciou a temporada asiática pelo Toray Pan Pacific Open no qual chegou às quartas de final que perdeu para a segunda cabeça de chave Jessica Pegula em sets diretos. No torneio seguinte, o Aberto da China, ela passou por Mayar Sherif na primeira rodada em jogo de três sets e perdeu na rodada seguinte para Wang Xinyu em sets diretos. Na sequência ela chegou à semifinal do Zhengzhou Open a qual perdeu para a eventual vice-campeã Barbora Krejčíková em sets diretos. Seu próximo compromisso foi o torneio de final de temporada, o WTA Elite Trophy no qual chegou à semifinal que acabou perdendo para Beatriz Haddad Maia em sets diretos.

### 2024: Segunda final em Adelaide
Kasatkina iniciou a temporada no torneio Brisbane International. Na chave de simples, ela chegou às quartas de final onde perdeu para a cabeça de chave número um, Aryna Sabalenka, em sets diretos. Em seguida, no Adelaide International, ela alcançou a segunda final consecutiva após um segundo "walkover" consecutivo sobre a segunda cabeça de chave Jessica Pegula, depois que Laura Siegemund se retirou nas quartas de final. Na final, Kasatkina perdeu para Jeļena Ostapenko. Depois disso, partiu para o Australian Open, no qual como "cabeça de chave" N° 14, venceu Peyton Stearns na primeira rodada em jogo de três sets mas perdeu para Sloane Stephens na segunda também em jogo de três sets.
Prosseguindo sua campanha em quadras duras, agora no Oriente Médio, Kasatkina iniciou bem, chegando à final no Abu Dhabi Open, batendo a cabeça de chave N° 6 Beatriz Haddad Maia na semifinal em jogo de três sets muito disputado e perdendo a final para a cabeça de chave N° 1 Elena Rybakina em sets diretos, ficando com o vice-campeonato. Em seguida, no  Qatar Open, onde ficou na primeira rodada, o mesmo acontecendo em Dubai. No giro americano, chegou às oitavas de final em Indian Wells e não passou da terceira rodada em Miami.
Kasatkina iniciou a temporada em quadras de saibro com muito sucesso no Charleston Open, no qual, como cabeça de chave N° 4, depois de uma campanha difícil com vários jogos em três sets, chegou à final, onde perdeu para Danielle Collins em sets diretos, ficando com o vice-campeonato. Já no Aberto de Madri, ela chegou às oitavas de final onde perdeu para Yulia Putintseva em jogo de três sets. Como cabeça de chave N° 10 no Aberto de Roma, ela venceu seu jogo de estreia contra Tatjana Maria em sets diretos, mas na rodada seguinte, perdeu para Naomi Osaka também em sets diretos. Já no Aberto da França, como cabeça de chave N° 10, venceu Magdalena Fręch, na primeira rodada em sets diretos, mas perdeu na segunda para Peyton Stearns, também em sets diretos.
Kasatkina começou a temporada em quadras de grama pelo Berlim Ladies Open, no qual venceu Marta Kostyuk na primeira rodada em jogo de três sets, mas em seguida, perdeu para a cabeça de chave N° 2, Aryna Sabalenka em sets diretos. Em seguida, participou do Eastbourne International com muito mais sucesso, passando por Wang Xinyu, por Yue Yuan, por Emma Raducanu nas quartas de final e por Jasmine Paolini na sua semifinal. Na final, enfrentou Leylah Fernandez, jogo que venceu em sets diretos conquistando seu primeiro título em quadras de grama no WTA Tour. Em Wimbledon, ela chegou até a terceira rodada quando perdeu para Paula Badosa em jogo de três sets.
Kasatkina deu início à temporada em quadras duras na América do norte, no Washington DC Open, no qual perdeu logo no seu jogo de estreia para Caroline Dolehide em jogo de três sets. Em seguida, no Aberto do Canadá, o desempenho não melhorou, perdendo também seu jogo de estreia contra Amanda Anisimova em sets diretos. Seu próximo compromisso foi no Cincinnati Open, no qual, venceu Ekaterina Alexandrova na primeira rodada mas perdeu para Taylor Townsend na rodada seguinte em jogo de três sets. Logo em seguida, no US Open, como cabeça de chave N° 12, venceu Jaqueline Cristian na primeira rodada em sets diretos, mas perdeu para Peyton Stearns na segunda, também em sets diretos.
Kasatkina deu início ao giro asiático com um excelente desempenho no Korea Open, no qual, como cabeça de chave N° 1, ficou de "bye" na primeira rodada. Em seu jogo de estreia, passou por Hailey Baptiste [en] em sets diretos, em seguida, nas quartas de final, enfrentou Emma Raducanu, jogo no qual venceu o primeiro set por 6–1 e em seguida a adversária desistiu por contusão. Na semifinal, no mesmo dia, passou pela cabeça de chave N° 4, Diana Shnaider, também em sets diretos. Na final, enfrentou a cabeça de chave N° 3, Beatriz Haddad Maia, e depois de vencer o primeiro set de forma contundente, sofreu a virada e perdeu a partida em três sets, ficando com o vice-campeonato. Seu próximo compromisso foi no China Open, no qual, como cabeça de chave N° 9, passou por Jana Fett em seu jogo de estreia, mas perdeu a partida seguinte para a cabeça de chave N° 34 Amanda Anisimova em sets diretos. Kasatkina melhorou seu desempenho no Ningbo Open, no qual, como cabeça de chave N° 5, venceu Kateřina Siniaková em seu jogo de estreia em três sets. Nas quartas de final, venceu Yulia Putintseva, novamente em jogo de três sets. Na sua semifinal, enfrentou a cabeça de chave N° 8, Paula Badosa, e depois de vencer o primeiro set, a adversária foi obrigada a se retirar por contusão. Na final, enfrentou Mirra Andreeva, jogo que venceu em três sets, ficando com o título, seu segundo na temporada.

## Representação nacional
Tendo vencido a Junior Fed Cup em 2013, Kasatkina fez sua estreia na Fed Cup sênior pela Rússia em 2016 nas quartas de final do Grupo Mundial contra a Holanda. Ela venceu a partida de duplas com Ekaterina Makarova contra Cindy Burger [en] e Arantxa Rus enquanto a Rússia perdia a disputa. Ela também participou dos play-offs do Grupo Mundial contra a Bielorrússia dois meses depois e jogou três partidas, já que Makarova e Svetlana Kuznetsova optaram por pular a eliminatória. Kasatkina venceu sua primeira partida contra Aliaksandra Sasnovich, mas a Rússia perdeu todas as outras três partidas de simples perdendo a disputa. Em parceria com Elena Vesnina, ela também venceu as "partidas mortas" de duplas. Mesmo assim, a Rússia foi rebaixada do Grupo Mundial.
Em 2017, a Rússia jogou no Grupo Mundial II e venceu a eliminatória para avançar para os play-offs do Grupo Mundial. Depois que Kasatkina pulou a primeira partida, ela voltou para a rodada do Play-off. Porém, pelo segundo ano consecutivo, a Rússia perdeu nesta rodada para a Bélgica, mantendo-a no Grupo Mundial II. Kasatkina venceu sua única partida de simples para estabelecer uma partida de dupla decisiva. Ao lado de Elena Vesnina, Kasatkina perdeu aquela partida para Elise Mertens e An-Sophie Mestach. Kasatkina não participou da Fed Cup de 2018, já que a Rússia foi rebaixada para o grupo zonal Europa/África.
Kasatkina competiu pela Rússia em 2019 durante as competições zonais, registrando uma vitória sobre Karen Barritza [en] em dois sets na única partida que disputou na semana. A Rússia finalmente garantiu uma vaga na repescagem do Grupo Mundial II.
Ela voltou ao time para as finais da Copa Billie Jean King de 2020–21, onde foi indicada para o time como a segunda russa classificada. Nas partidas para as quais foi indicada, Kasatkina venceu Carol Zhao em dois sets para uma vitória geral por 3 a 0 na fase de grupos. Ela então derrotou Jil Teichmann na final, ajudando a Rússia a garantir seu primeiro título desde 2008.

## Estilo de jogo

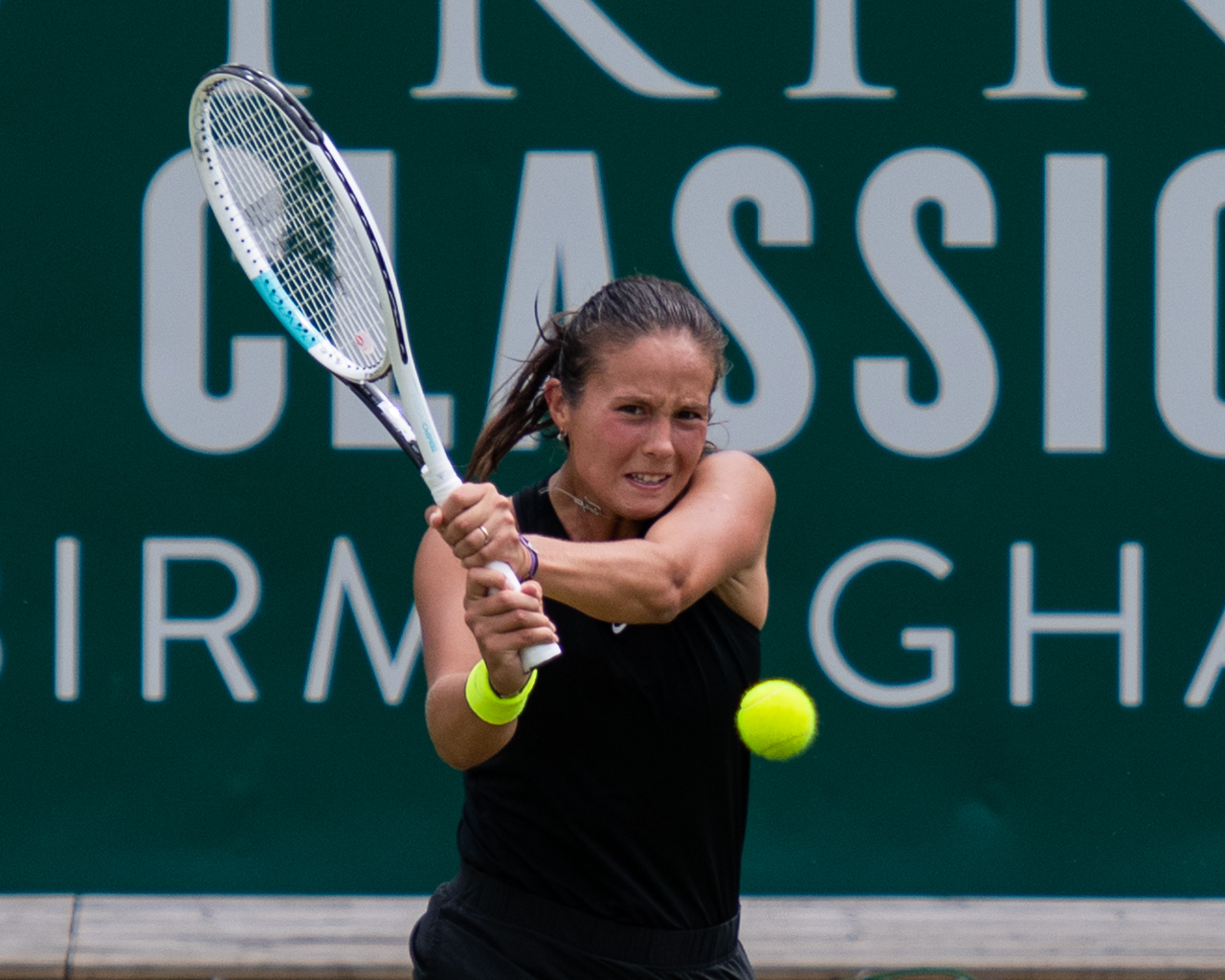
Kasatkina executando um backhand no Birmingham Classic de 2021.

Kasatkina é uma jogadora de linha de base com um estilo de jogo astuto. Ela emprega uma variedade de golpes, incluindo forehands topspin pesados, backhands slice com uma mão, saques com efeito, drop shots e "tweeners". O jornalista de tênis Steve Tignor comparou sua capacidade de rebater naturalmente o backhand com uma mão, apesar de normalmente utilizar as duas, semelhante à do ex-jogador de tênis número 1 do mundo, Andy Murray. Seu ex-técnico, Phillip Dehaes, descreveu seu estilo como "mudança de ritmo, mudança de velocidade, mudança de trajetória". Ela confia em superar suas oponentes por meio de táticas, em vez de acertar golpes avassaladores. No entanto, ela também é capaz de acertar golpes de base poderosos. Dehaes disse que sua especialidade é evitar acertar a bola na zona de ataque de sua oponente. O estilo de Kasatkina foi elogiado por outros, incluindo o técnico de tênis feminino Wim Fissette [en], que a chamou de "Roger Federer do tênis feminino".
A superfície favorita de Kasatkina é o saibro. A também jogadora Caroline Wozniacki elogiou sua habilidade na quadra de saibro, dizendo: "Quanto mais lenta a superfície, melhor para ela. Ela tem mãos muito boas, bons ângulos e tudo." com quadras duras mais lentas, como o Indian Wells Open. Assim como, ela também se destaca em torneios com quadras duras mais lentas, como o Indian Wells Open. Kasatkina teve um bom histórico nas três superfícies principais do WTA Tour, ganhando um título em quadra de saibro no Charleston Open, ganhando um título em quadra dura na Kremlin Cup e chegando às quartas de final na grama em Wimbledon.

## Treinadores
Quando Kasatkina tinha onze anos, Maxim Prasolov começou a treiná-la. Aos 14 anos, ela trocou de treinador por Damir Rishatovich Nurgaliev. A partir de 2015, mudou-se para Trnava, na Eslováquia, para treinar na Empire Tennis Academy, citando sua preferência por treinar longe de uma cidade grande, algo menos viável na Rússia. Na academia, ela trabalhou com o ex-tenista profissional eslovaco Vladimír Pláteník [en].
Depois de três anos, ela contratou o belga Philippe Dehaes para ser seu novo treinador no final de 2017. Kasatkina já havia procurado Dehaes como treinador no final de 2013, quando visitou a Bélgica em busca de financiamento de uma fundação que fornecia apoio financeiro para um dos jogadores juniores de Dehaes. Dehaes afirmou que tem um estilo de treinador diferente de Pláteník, afirmando: "Ela trabalhava antes com um treinador que estava muito focado no adversário e em adaptar o jogo ao adversário. Não observo o adversário". Ele acrescentou: "Eu insisto em deixar muita liberdade para ela quando ela joga, mas ela tem que criar, tem que fazer as coisas acontecerem, realmente como um artista. Eu comparei o jogo com uma tela vazia alguns dias atrás, e disse ela pode fazer qualquer arte naquela tela que ela quiser, desde que seja bonita." Kasatkina se separou de Dehaes em fevereiro de 2019. Ela só queria fazer uma pausa no cargo de treinador, mas Dehaes não aguentou ficar sem emprego. Depois de dois meses sem treinador, ela o substituiu por Carlos Martinez, ex-treinador da também russa Svetlana Kuznetsova. O irmão de Kasatkina, Alexandr, é seu preparador físico. O relacionamento de Kasatkina e Martinez terminou em fevereiro de 2023, e o ex-jogador Flavio Cipolla começou a treiná-la.

## Vida pessoal
O tenista favorito de Kasatkina é Rafael Nadal. No feminino, ela é fã de Petra Kvitová e Maria Sharapova. Ela prefere assistir ao tênis masculino do que ao tênis feminino, dizendo que os jogadores são melhores em sacar e se movimentar na quadra. Kasatkina gosta de praticar esportes em geral, inclusive futebol. Ela é fã do FC Barcelona.
Kasatkina foi patrocinada pela Nike, Tecnifibre [en] e Instaforex ao longo de sua carreira. Seu patrocínio com a Nike terminou em 2021, devido a uma série de maus resultados. Em agosto de 2021, Kasatkina assinou um contrato de patrocínio com a Adidas para roupas, calçados e vestuário. Ela mudou para as raquetes Artengo em 2022, depois de experimentar diferentes raquetes em um teste cego.
Em uma entrevista com Sofya Tartakova [en] em 2021, Kasatkina fez comentários que supostamente discutiam sua bissexualidade. Em 2022, ela esclareceu esses comentários, assumindo-se lésbica, e afirmando em entrevista que está namorando a patinadora artística Natalia Zabiiako [en]. O relacionamento tornou-se público depois que Kasatkina e Zabiiako postaram fotos uma da outra juntas no Instagram. Zabiiako e Kasatkina também iniciaram um vlog no YouTube sobre a vida durante os torneios de tênis.
Kasatkina disse que "achou impossível viver no armário" e também se manifestou contra as atitudes em relação à comunidade LGBTQ+ e as restrições de direitos na Rússia. Nessa mesma entrevista, Kasatkina condenou a invasão russa da Ucrânia, pedindo o fim da agressão russa e mostrando solidariedade ao povo ucraniano. Como resultado de sua sexualidade, Kasatkina não tem certeza do que acontecerá com ela se decidir retornar à Rússia para ver seus amigos e familiares, mas a tenista profissional acrescentou que não se arrepende de sua decisão.

## Estatísticas da carreira

### Quadros de linha de tempo
| V | F | SF | QF | #R | RR | Q# | NQ | NP | NO |

 •  (V) vencedor; (F) finalista; (SF) semifinalista; (QF) quartas de final; (#R) rodada 4, 3, 2, 1; (RR) round-robin; (Q#) rodada qualificatória;  (NQ) não qualificado; (NP) não participou;  (NO) não ocorreu; (TS) taxa de sucesso (eventos vencidos / participados); (V–P) jogos vencidos-perdidos.
 •  Para evitar confusões e contagem em duplicidade, esses quadros são atualizados após a conclusão de um torneio ou quando a participação de um jogador termina.

#### Simples
| Torneio           | 2015 | 2016 | 2017 | 2018 | 2019 | 2020 | 2021 | 2022 | 2023 | TS     | V–P   | % de Vitórias |
| ----------------- | ---- | ---- | ---- | ---- | ---- | ---- | ---- | ---- | ---- | ------ | ----- | ------------- |
| Australian Open   | NP   | 3R   | 1R   | 2R   | 1R   | 1R   | 2R   | 3R   | 1R   | 0 / 8  | 6–8   | 46%           |
| Aberto da França  | NP   | 3R   | 3R   | QF   | 2R   | 2R   | 3R   | SF   | 4R   | 0 / 8  | 20–8  | 71%           |
| Wimbledon         | NP   | 3R   | 2R   | QF   | 1R   | NO   | 2R   | NP   | 3R   | 0 / 6  | 10–6  | 63%           |
| US Open           | 3R   | 1R   | 4R   | 2R   | 1R   | 1R   | 3R   | 1R   |      | 0 / 8  | 8–8   | 50%           |
| Vencidos-Perdidos | 2–1  | 6–4  | 6–4  | 10–4 | 1–4  | 1–3  | 6–4  | 7–3  | 5–3  | 0 / 30 | 44–30 | 59%           |

#### Duplas
| Torneio           | 2016 | 2017 | 2018 | 2019 | 2020 | 2021 | 2022 | TS     | V–P   | % de Vitórias |
| ----------------- | ---- | ---- | ---- | ---- | ---- | ---- | ---- | ------ | ----- | ------------- |
| Australian Open   | 2R   | 1R   | 1R   | NP   | NP   | 1R   | 1R   | 0 / 5  | 1–5   | 17%           |
| Aberto da França  | 1R   | 2R   | 1R   | 3R   | NP   | NP   | NP   | 0 / 4  | 3–4   | 43%           |
| Wimbledon         | 3R   | NP   | NP   | 1R   | NO   | 1R   | NP   | 0 / 3  | 2–3   | 40%           |
| US Open           | 2R   | 3R   | NP   | 2R1  | NP   | 2R   | NP   | 0 / 4  | 5–3   | 63%           |
| Vencidos-Perdidos | 4–4  | 3–3  | 0–2  | 3–2  | 0–0  | 1–3  | 0–1  | 0 / 16 | 11–15 | 42%           |

Nota: 1Kasatkina e Anett Kontaveit desistiram do US Open 2019 antes da partida da segunda rodada, que não conta oficialmente como uma derrota.

## Finais

### Circuito WTA

#### Simples: 11 (6 títulos, 5 vices)
| Status                   | V–D                      | Torneio                                                            | Categoria                  | Adversária          | Resultado       |
| Data                     | Data                     | Cidade/país                                                        | Piso                       | Adversária          | Resultado       |
| ------------------------ | ------------------------ | ------------------------------------------------------------------ | -------------------------- | ------------------- | --------------- |
| Campeã (6–5) 26 ago 2022 | Campeã (6–5) 26 ago 2022 | Championnats Banque Nationale de Granby Granby, Canadá             | WTA 250 duro               | Daria Saville       | 6–4, 6–4        |
| Campeã (5–5) 8 ago 2022  | Campeã (5–5) 8 ago 2022  | Mubadala Silicon Valley Classic San José, Estados Unidos           | WTA 500 duro               | Shelby Rogers       | 26–7, 6–1, 6–2  |
| Vice (4–5) 8 set 2021    | Vice (4–5) 8 set 2021    | Mubadala Silicon Valley Classic San José, Estados Unidos           | WTA 500 duro               | Danielle Collins    | 3–6, 7–610, 1–6 |
| Vice (4–4) 20 jun 2021   | Vice (4–4) 20 jun 2021   | Viking Classic Birmingham Birmingham, Reino Unido                  | WTA 250 grama              | Ons Jabeur          | 5–7, 4–6        |
| Campeã (4–3) 21 mar 2021 | Campeã (4–3) 21 mar 2021 | St. Petersburg Ladies Trophy São Petersburgo, Rússia               | WTA 500 duro (c)           | Margarita Gasparyan | 6–3, 2–1, ab.   |
| Campeã (3–3) 19 fev 2021 | Campeã (3–3) 19 fev 2021 | Phillip Island Trophy Melbourne, Austrália                         | WTA 250 duro               | Marie Bouzková      | 4–6, 6–2, 6–2   |
| Campeã (2–3) 20 out 2018 | Campeã (2–3) 20 out 2018 | VTB Kremlin Cup Moscou, Rússia                                     | WTA Premier duro (c)       | Ons Jabeur          | 2–6, 7–63, 6–4  |
| Vice (1–3) 18 mar 2018   | Vice (1–3) 18 mar 2018   | BNP Paribas Open Indian Wells, Estados Unidos                      | WTA Premier Mandatory duro | Naomi Osaka         | 3–6, 2–6        |
| Vice (1–2) 24 fev 2018   | Vice (1–2) 24 fev 2018   | Dubai Duty Free Tennis Championships Dubai, Emirados Árabes Unidos | WTA Premier duro           | Elina Svitolina     | 4–6, 0–6        |
| Vice (1–1) 21 out 2017   | Vice (1–1) 21 out 2017   | VTB Kremlin Cup Moscou, Rússia                                     | WTA Premier                | Julia Görges        | 1–6, 2–6        |
| Campeã (1–0) 9 abr 2017  | Campeã (1–0) 9 abr 2017  | Volvo Car Open Charleston, Estados Unidos                          | WTA Premier saibro (v)     | Jelena Ostapenko    | 6–3, 6–1        |

#### Duplas: 3 (1 título, 2 vices)
| Status                | V–D                   | Torneio                              | Categoria            | Parceira        | Adversárias                                | Resultado         |
| Data                  | Data                  | Cidade/país                          | Piso                 | Parceira        | Adversárias                                | Resultado         |
| --------------------- | --------------------- | ------------------------------------ | -------------------- | --------------- | ------------------------------------------ | ----------------- |
| Vice (1–2) Set 2017   | Vice (1–2) Set 2017   | Toray Pan Pacific Open Tóquio, Japão | WTA Premier duro     | Daria Gavrilova | Andreja Klepac María José Martínez Sánchez | 3–6, 2–6          |
| Vice (1–1) Out 2016   | Vice (1–1) Out 2016   | VTB Kremlin Cup Moscou, Rússia       | WTA Premier duro (c) | Daria Gavrilova | Andrea Hlavácková Lucie Hradecká           | 6–4, 0–6, [7–10]  |
| Campeã (1–0) Out 2015 | Campeã (1–0) Out 2015 | Kremlin Cup Moscou, Rússia           | WTA Premier duro (c) | Elena Vesnina   | Irina-Camelia Begu Monica Niculescu        | 6–3, 76–7, [10–5] |